# هيرب هنتر
هيرب هنتر (بالإنجليزية: Herb Hunter) هو لاعب كرة قاعدة أمريكي، ولد في 25 ديسمبر 1895 في بوسطن في الولايات المتحدة، وتوفي في 25 يوليو 1970 في أورلاندو في الولايات المتحدة.

## وصلات خارجية
- هيرب هنتر على موقعبيزبول رفرنس.كوم (الدوري الرئيسي) (الإنجليزية)
- هيرب هنتر على موقعبيزبول رفرنس.كوم (الدوري الثانوي) (الإنجليزية)